# Matthew Lillard
Matthew Lillard, ameriški filmski igralec, * 24. januar 1970, Lansing, Michigan, Združene države Amerike.